# Motor Presse Stuttgart
Motor Presse Stuttgart GmbH & Co. KG est une entreprise de presse allemande concentrée sur les magazines spécialisés des secteurs de l'automobile et des loisirs.
Les trois publications les plus connues sont les magazines Auto motor und sport (automobile), Motorrad (deux-roues) et la version allemande de Men's Health (lifestyle).

## Histoire
L'entreprise est fondée à Fribourg en 1946 par Paul Pietsch, Ernst Troeltsch et Josef Hummel. Sous le nom de Motorsport GmbH, la société sert à financer les courses des fondateurs. Le premier magazine publié par cet éditeur était Das Auto. En 1949, Motorsport GmbH est rebaptisée Motor-Presse Verlag, et un an plus tard, elle déménage à Stuttgart. Presque tous les magazines de Motor Presse Stuttgart entrent dans la maison d'édition à la suite d'acquisitions.
En 2001, l'éditeur reconnaît avoir falsifié les chiffres de diffusion : les chiffres pour 16 titres aux troisième et quatrième trimestres 2000 et au premier trimestre 2001 étaient jusqu'à 10 % trop élevés. En conséquence, le chef de la maison d'édition démissionne. Selon l'Association centrale de l'industrie publicitaire (ZAW), qui est responsable de la société de l'information pour déterminer la distribution des supports publicitaires (IVW), « les données et les documents ont été manipulés avec une énergie considérable ». Selon l'IVW, de telles manipulations ne s'étaient jamais produites auparavant. L'IVW reprend la maison d'édition au quatrième trimestre de 2002 après la démission de Motor Presse afin de prévenir la menace d'exclusion. L'IVW publie ensuite les chiffres corrects de Motor-Presse.
Au cours de l'année anniversaire 2006, la maison d'édition publie plusieurs numéros de son magazine auto motor und sport, dans lesquels l'histoire du journal est traitée. Une couverture dépliante est produite sur la première page, derrière laquelle se trouve une reproduction de la première page du premier numéro de Das Auto.
En août 2008, Motor Presse Stuttgart vend la division Consumer Electronics & Telecommunications à Weka Group. Les magazines vendus sont Connect, Audio, video, stereoplay, autohifi et Color Foto.

## Participations du groupe d'édition en Allemagne
- EuroTransportMedia Verlags- und Veranstaltungs GmbH
- Motor Presse Hamburg GmbH & Co. KG
- Vogel Motor-Presse Procurement GmbH
- Motor Presse TV GmbH
- webauto.de GmbH
- Verkehrssicherheitszentrum am Sachsenring GmbH & Co. KG
- auto motor und sport Fahrssicherheitszentrum am Nürburgring GmbH & Co. KG
- publimind GmbH

## Publications de Motor Presse Stuttgart
Les tirages se réfèrent aux exemplaires vendus au quatrième trimestre 2019.

### Automobile
- auto motor und sport (Tirage : environ 336 893 exemplaires / Périodicité : quinzomadaire)
- Auto Straßenverkehr (Tirage : environ 106 826 exemplaires / Périodicité : quinzomadaire)
- autokauf (Tirage : environ 60 000 exemplaires / Périodicité : trimestriel)
- mot (Périodicité : quinzomadaire, disparu en 2006)
- Motor Klassik (Tirage : environ 57 075 exemplaires / Périodicité : mensuel)
- YOUNGTIMER (Tirage : environ 28 755 exemplaires / Périodicité : 8 fois par an)
- Motorsport aktuell (Tirage : environ 32 210 exemplaires / Périodicité : hebdomadaire)
- sport auto (Tirage : environ 37 854 exemplaires / Périodicité : mensuel)
- Auto Katalog (Auflage: 137 000 exemplaires / Périodicité : annuelle)
- moove (Périodicité : trimestriel)

### Motocyclette
- Motorrad (Tirage : environ 92 220 exemplaires / Périodicité : quinzomadaire)
- Motorrad Classic (Tirage : environ 18 525 exemplaires / Périodicité : bimensuel)
- PS – Das Sport-Motorrad Magazin (Tirage : environ 23 765 exemplaires / Périodicité : mensuel)
- FUEL – Motorrad & Leidenschaft (Périodicité : trimestriel)

### Aviation
- aerokurier (Tirage : environ 13 863 exemplaires / Périodicité : mensuel)
- Flug Revue (Tirage : environ 25 053 exemplaires / Périodicité : mensuel)
- Klassiker der Luftfahrt (Périodicité : 8 fois par an)

### Transports collectifs
- Fernfahrer (Tirage : environ 23 619 exemplaires / Périodicité : mensuel)
- firmenauto (Tirage : environ 29 597 exemplaires / Périodicité : mensuel)
- Lastauto Omnibus (Tirage : environ 11 121 exemplaires / Périodicité : mensuel)
- trans aktuell (Tirage : environ 48 220 exemplaires / Périodicité : quinzomadaire)

### Loisirs
- Caravaning (Tirage : environ 26 569 exemplaires / Périodicité : mensuel)
- Promobil (Tirage : environ 69 468 exemplaires / Périodicité : mensuel)
- Clever Campen (Périodicité : trimestriel)

### Mode de vie et forme physique
- Limits
- Men's Health (Tirage : environ 130 761 exemplaires / Périodicité : mensuel)
- Soul Sister
- Women's Health (Tirage : environ 109 375 exemplaires / Périodicité : mensuel)

### Sport et temps libre
- klettern (Tirage : environ 12 137 exemplaires / Périodicité : 8 fois par an)
- Cavallo (Tirage : environ 32 552 exemplaires / Périodicité : mensuel)
- DSV aktiv SKI & SPORTMAGAZIN (Tirage : environ 163 472 exemplaires / Périodicité : bimestriel)
- MOUNTAINBIKE (Tirage : environ 43 571 exemplaires / Périodicité : mensuel)
- RoadBIKE (Tirage : environ 26 073 exemplaires / Périodicité : mensuel)
- Outdoor (Tirage : environ 36 146 exemplaires / Périodicité : mensuel)
- Runner's World (Tirage : environ 34 729 exemplaires / Périodicité : mensuel)